# Mamma pappa barn (film, 2003)
För andra betydelser, se Mamma pappa barn (olika betydelser).
Mamma pappa barn är en svensk dramafilm från 2003 i regi av Kjell-Åke Andersson med Torkel Petersson, Maria Bonnevie, Åsa Persson och Sven Nordin m.fl.

## Handling
Livet leker för pappaledige vägarbetaren Jonny. Han är lyckligt gift med Sara och tillsammans har de Lukas, sex månader gammal. Jonny och Sara vill skaffa fler fantastiska barn och nu ska de bygga hus på tomten de fått i present av Jonnys föräldrar.
Men en dag tar sig Jonny till babyrytmiken med sin lille son och blir bekant med mammalediga Rebecka. Motvilligt dras Jonny och Rebecka till varandra och det dröjer inte länge innan Jonny inser att han befinner sig på kollisionskurs med det han trodde var framtiden. Och medan Jonny har fullt upp med att rasera det han byggt upp, slutar hans föräldrar att kommunicera med varandra.

## Skådespelare i urval
- Torkel Petersson - Jonny
- Åsa Persson - Sara
- Maria Bonnevie - Rebecka
- Sven Nordin - Ivar, Jonnys arbetskamrat och bästa vän
- Anna Wallander - Miriam, Saras arbetskamrat och bästa vän
- Mona Malm - Hillevi, Jonnys mamma
- Ingvar Hirdwall - Roland, Jonnys pappa
- Sven Ahlström - Peter, Rebeckas sambo